# ビクトリア〜愛と復讐の嵐
『ビクトリア〜愛と復讐の嵐』（原題:Olvidarte Jamas）とは、ベネズエラのベネビジョンで2006年に製作されたテレビドラマである。アメリカ合衆国のテレビ放送局ユニビジョンで2006年1月から6月まで放映された。日本では、スーパー!ドラマTV(放送当初はSuper! drama TV)・BSジャパン・クラビット・アリーナ等により放送。DVD-BOXも発売している。過去にはGyaOでも放送された。

登場人物が多く、恋愛と憎悪が入り混じるドロドロの人間関係が話題の長編連続ドラマテレノベラシリーズのひとつ。通称「ビク愛」。

## ストーリー
大きな牧場を経営する富豪モンテロ家が舞台。主人公ビクトリアは、モンテロの牧場で働く使用人だったが、モンテロ家の人々に余りにも酷い仕打ちを受け、牧場から追い出される。復讐を誓ったビクトリアは、数年の時を経てモンテロ牧場に接近し、復讐を遂げようとする。しかし、隣のエンシノ牧場の領主ディエゴ・イバラと運命的な出会いを果たす。ビクトリアを待つのは復讐か、それとも愛か。

## 登場人物
- ビクトリア（ルイサ）（ソンヤ・スミス）
主人公。若い頃モンテロ家の人々に酷い仕打ちを受け、彼らへの復讐を誓う。徐々にディエゴに惹かれていく。
- ディエゴ（ガブリエル・ポラス）
気骨あるエンシノス牧場の主人。ビクトリアに一目惚れしてしまう。異母兄を殺したと噂されている。
- カロリーナ（マリアナ・トレス）
モンテロ三姉妹の娘ということを知らされずにビクトリアに育てられた少女。アレハンドロに好意を抱くが。
- アレハンドロ（ダニエル・エルビター）
ゴンサロとグラディスの息子。家族を愛する優しい青年。イサベラと婚約しているが、カロリーナと恋に落ちてしまう。
- ゴンサロ（セバスティアン・リガルデ）
グレゴリオの息子。飲んだくれで女好き。妻であるグラディスとは犬猿の仲。若き日のルイサに無理やり迫る。
- ドン・グレゴリオ（ギエルモ・ムライ）
モンテロ家を支配する傲慢な富豪。自分の息子や娘たちにも横暴な振る舞いをする。堅物と見せかけて実は女好き。
- ルクレシア（マーサ・ジュリア）
グレゴリオの末娘。父親に強く反発しディエゴに接近する。
- レナート（エクトール・ソベロン）
フランス人の大悪党。イザベラを使い財産を奪おうとする。
- グラディス（カレン・センティエス）
ゴンサロの妻でアレハンドロの母。イサベラらとグルでモンテロの資産を狙う。ルイサの妊娠を知り、逆上のあまり暴力を振るう
- フロレンシア（マイテ・エンビル）
グレゴリオの二女。優しい夫と幸せな毎日を送っていた。
- ミゲル（ロドリゴ・ビダル）
グレゴリオの私生児。モンテロと認められず、マカリオたちと共謀し財産を狙う。
- コンスタンサ（ブレンダ・ベサレス）
グレゴリオの長女。夫の暴力に怯える毎日。
- イサベラ（エリザベス・グティエレス）
資産目当てでモンテロ家に近づくアレハンドロの婚約者。カロリーナに心を奪われたアレハンドロに色仕掛けで迫る。
- マカリオ（カルロス・ミゲル・カバイェロ）
モンテロ家使用人主任。実は財産を狙っている。欲しい物は手に入れる性格。
- パトリシオ（パウロ・セサール・ケベド）
フロレンシアの夫マルティンの連れ子。欲深くマカリオたちと共謀し財産を狙う。
- アマリア（カルラ・ロドリゲス）
マカリオと付き合っている。モンテロ牧場にいるのは秘密を握っているから。
- ヘルマン（ウィリアム・レビー）
ディエゴの牧場で働いている。アマリアに一目ぼれ。何かとディエゴの相談役になっている。
- ルベン（フェリックス・ロレト）
コンスタンサの夫で、ヘラルド・ビアンカの父。暴力的で自己中心的な性格。
- マルティン（フェルナンド・カレラ）
フロレンシアの夫で画家。優しく意志が強い。
- クリスタ（カルメン・Ｄ・ロドリゲス）
イサベラの姉を装うレナートの愛人。
- チェマ（フリオ・カポーテ）
敷地に住む訳ありの老人。占いが得意。
- フローラ（グロリア・ザパータ）
ディエゴの叔母。ディエゴを我が子のように可愛がっている。
- クラウディオ（ヤスキン・サンタルシア）
ディエゴの友人。牧場で一緒に働いている。刑務所から釈放後ビアンカを好きになる。
- ヘラルド（ハビエル・アルメンテロス）
ルベンとコンスタンサの長男。優しく家族思いでアレハンドロとも仲が良いがお金に少しルーズで気弱。
- マリア（マリセラ・ブイトリアゴ）
ビクトリアのルイサ時代からの友人。ディエゴの家でメイドとして働く。
- ビアンカ（タニウシャ・カポーテ）
ルベンとコンスタンサの長女。大学で経営学を学び、才能を発揮する。クラウディオに一目ぼれする。
- エデルミロ（ロベルト・レバーマン）
ディエゴの牧場で働くおっちょこちょいキャラ。ロシオに惚れている。
- ロシオ（イルダ・ルナ）
モンテロ家のメイド。ヴィクトリアやカロリーナの良き相談相手。
- マルティナ（アデラ・ロメロ）
モンテロ家のメイドでありレナートの手下。